# Жигмонд Моріц
Жигмонд Моріц (угор. Móricz Zsigmond, МФА: [ˈʒiɡmond ˈmoːrits]; 29 червня 1879, селище Тисачече (угор. Tiszacsécse), у медьє Саболч-Сатмар-Береґ, Австро-Угорщина — 4 вересня 1942, м. Будапешт, Угорщина) — визначний угорський письменник та соціальний реаліст.

## Життєпис
Жигмонд Моріц народився у селищі Тисачече 1879 року в родині Балінта Моріца та Ержебет Паллагі. З боку матері письменник походив зі збіднілого, але давнього дворянського роду, а його батько був нащадком кріпаків.
1891—1893 роках навчався у Дебрецені, у Református Kollégium, Sárospataki Колегіум (1894—1896) та у Kisújszállás (1896—1898). У 1899 році вступив до Református Kollégium за напрямком богослів'я, але вже за шість місяців перейшов на правничий відділ.

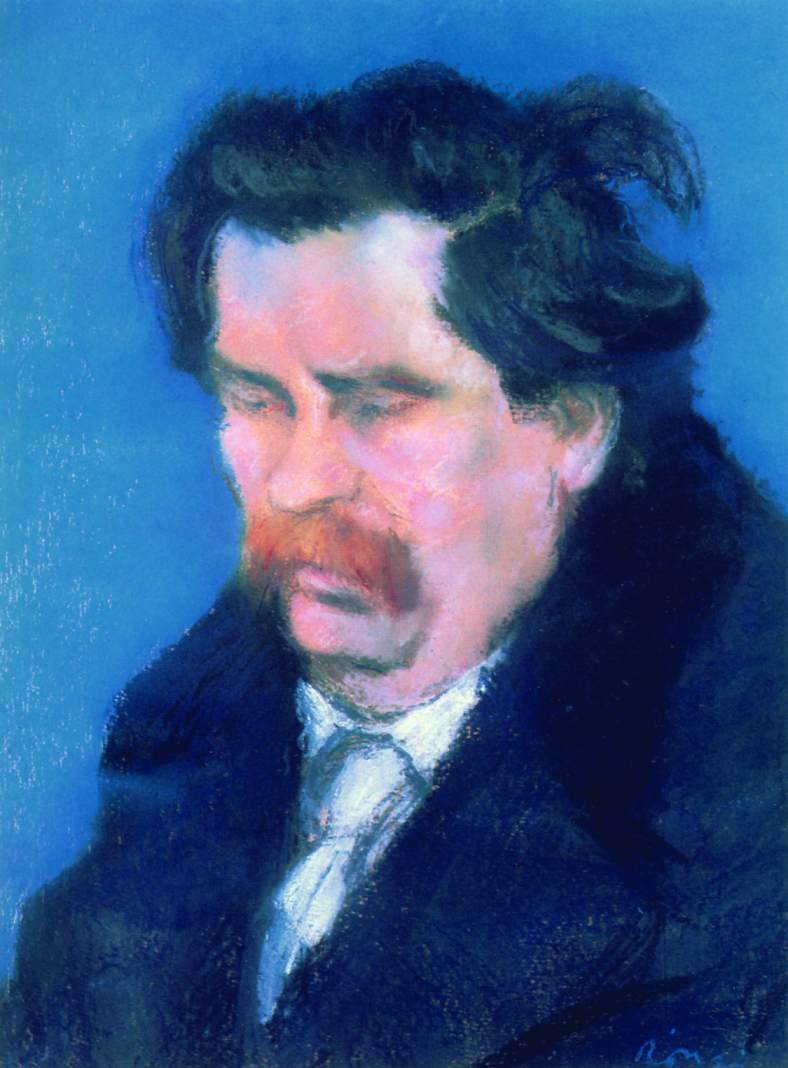
Жигонд Моріц (1923) роботи Йожефа Ріппл-Ронай (1861—1927)

У 1903 році розпочав роботу журналістом для газети Az Újság, співпраця з якою тривала до 1909 року.
У 1905 році Моріц одружився з Євгенією Холікс. Страждаючи від депресії, вона покінчила життя самогубством у 1925 році. Вдруге письменник одружився у 1926 році із Марією Шимоні.
Під час правління революційного уряду після Першої світової війни, був віцепрезидентом Академії Верешмарті. Після падіння уряду, п'єси Моріца були заборонені до виконання в Національному театрі, і його роботи публікувались лише в Nyugat та Az Est. Наприкінці 1929 року він став редактором прози у Nyugat (Нюґат, «Захід», що згодом став найвпливовішим угорським літературним журналом XX століття).

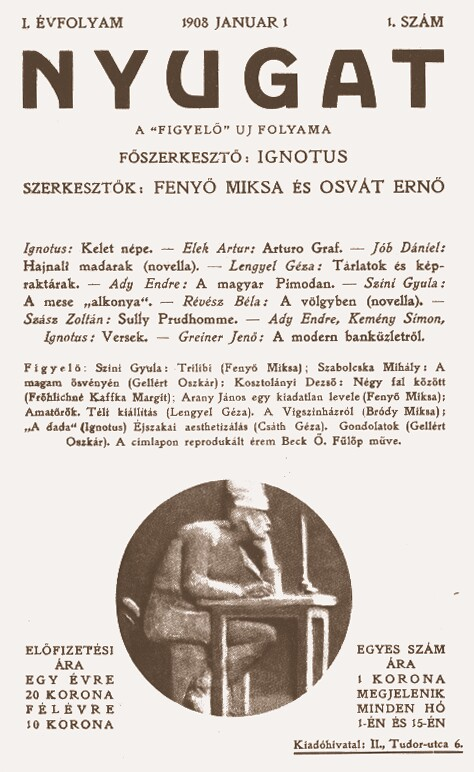
Обкладинка Nyugat за січень 1908 року

## Творчість
У романах письменника висвітлювалось життя угорського селянства й проблеми бідності:
- 1908 — роман «Pipacsok a tengeren» (продовження роману, у той час під назвою «Угорське море»); колекція казок «Erdő-mező világa»; новела «Judith és Eszter», оповідання «Hét krajcár» (укр. Сім крейцерів);
- 1910 — вистава «Sári bíró»; новела «Tragédia»;
- 1911 — романи «Sárarany», «Az Isten háta mögött»;
- 1912 — казки про тварин «Boldog világ»; романи «A galamb papné», «Harmatos rózsa»; історія «Magyarok»; новела «Tavaszi szél»;
- 1913 — роман «Kerek Ferkó»; színmű «Szerelem»;
- 1915 — новела «Mese a zöld füvön»;
- 1916 — новели «Nem élhetek muzsikaszó nélkül» (укр. Я не можу жити без музики), A tűznek nem szabad kialudni;
- 1917 — новела «Szegény emberek»; романи «A fáklya» (укр. Факел), Árvalányok;
- 1918 — новели «Fortunatus»; Vérben, vasban;
- 1920 — роман «Légy jó mindhalálig» (укр. Будь чесний до самої смерті, український переклад Юрія Шкробинця);
- 1922 — трилогія по історії Трансильванії: книга І «Tündérkert»;
- 1924 — драма «A vadkan», роман «Búzakalász»;
- 1925 — роман «Pillangó»;
- 1926 — роман «Kivilágos kivirradtig»;
- 1928 — історія «Arany szoknyák»; роман «Úri muri» (укр. Веселощі);
- 1929 — роман «Forró mezők», новела «Esőleső társaság»;
- 1931 — роман «Forr a bor», новела «A kondás legszennyesebb inge»;
- 1932 — новела «Barbárok», роман «Rokonok» (укр. Родичі);
- 1933 — історія «Egyszer jóllakni»;
- 1935 — трилогія по історії Трансильванії: книга II «A nagy fejedelem», книга III «A nap árnyéka»; новела «Égi madár»; книга спогадів «A boldog ember»;
- 1936 — романи «Bál», «Rab oroszlán», історія «Komor ló»;
- 1937 — роман «Betyár»;
- 1938 — роман «Míg új a szerelem»;
- 1939 — автобіографія «Életem regénye»;
- 1941 — романи «Árvácska», «Rózsa Sándor a lovát ugratja»;
- 1942 — роман «Rózsa Sándor összevonja szemöldökét».

У своїй книзі «Село за горами» угорський письменник-реаліст Жігмонд Моріц, який збирав матеріали про Тячів у 1940 році пише: "Літньої днини пастухи, які випасали стада корів на пасовиськах вздовж Тиси, почули сурми і побачили кіннотників, які швидко просувалися з боку Бедевлі. Очолював королівську свиту приблизно з 50-60 чоловіків сам король Карл I Роберт. Під'їхавши до пастухів і побачивши ситих, вгодованих корів, биків, гладкі пасовиська, оброблені землі, король голосно вигукнув: «Мені подобається!». Пастухи по одягу впізнавши свого покровителя, впали на коліна за звичаєм. Згодом на сурми королівських слуг збіглося майже все поселення. Своєю чергою, король похвалив жителів за те, що добре господарюють, а пастухи почастували його і супроводжуючи свіжим молоком, заодно похвалившись, що його у них стільки, як у річці води, і тече воно молочною трубою. Присутній на зустрічі статс-секретар це дійство спостерігав і записував. Це і стало приводом до назви міста, яке з угорської перекладається «молочна труба» або «тей чо». Різниться воно з сучасною вимовою угорською мовою у назві всього однією буквою.